# طقس الزلزال
طقس الزلزال هو نوع من الطقس يعتقد شعبيا أن تسبق الزلازل. 

## تاريخ
منذ العصور القديمة، فإن فكرة أن الطقس يمكن أن تنذر بطريقة ما عن النشاط الزلزالي القادم وكان موضوع الكثير من النقاش والنقاش. ووصف عالم الجيولوجيا راسل روبنسون «الطقس الزلزالي» بأنه واحد من أكثر الطرق الزائفة شيوعا في التنبؤ بالزلازل. 
اقترح أرسطو في القرن الرابع قبل الميلاد أن الزلازل سببها الرياح المحاصرة في الكهوف الجوفية. ويعتقد أن الهزات الصغيرة قد تسببت في دفع الهواء على أسطح الكهوف، وأخرى كبيرة عن طريق الجو تكسر السطح. هذه النظرية أدت إلى الاعتقاد في «طقس الزلزال»، لأنه نظرا لوقوع كمية كبيرة من الهواء تحت الأرض، فإن الطقس سيكون ساخنا وهادئا قبل وقوع الزلزال. وذكرت نظرية لاحقة أن الزلازل وقعت في ظروف هادئة، غائمة، وعادة ما تسبقه رياح قوية، وكرات نارية، والشهب. وتقترح نظرية حديثة أن تشكيلات سحابة معينة يمكن استخدامها للتنبؤ بالزلازل؛ ومع ذلك، فإن هذه الفكرة مرفوضة من قبل معظم الجيولوجيين. 

## خلفية عن الزلازل
ويسبب الزلزال انزلاق مفاجئ على فالق. اللوحات التكتونية تتحرك ببطء دائما، لكنها يمكن أن تتعثر عند حوافها بسبب الاحتكاك. عندما يتغلب الإجهاد على حافة لوحة تكتونية على الاحتكاك، هناك زلزال يطلق الطاقة في موجات تسافر عبر قشرة الأرض وتسبب الهز الذي يشعر به. على سبيل المثال، في كاليفورنيا، هناك طبقتان، لوحة المحيط الهادئ وصفيحة أمريكا الشمالية. تتكون صفيحة  المحيط الهادئ من معظم أرضية المحيط الهادئ، وتشمل أيضا باجا كاليفورنيا وساحل كاليفورنيا. تضم صفيحة أمريكا الشمالية معظم قارة أمريكا الشمالية، بما في ذلك الأجزاء الداخلية من ولاية كاليفورنيا، وكذلك أجزاء من المحيطين المحيطين والقطب الشمالي. الحد الأساسي بين هاتين الصفائح هو فالق سان أندرياس. وسان أندرياس أكثر من 800 ميل طويلة ويمتد إلى أعماق لا يقل عن 10 ميلا. العديد من الفوالق الصغيرة الأخرى مثل هايوارد (سان فرانسيسكو منطقة خليج) وسان جاسينتو (جنوب كاليفورنيا) الانضمام مع سان أندرياس لتشكيل منطقة سان أندرياس. صفيحة المحيط الهادئ تطحن شمال غرب صفيحة أمريكا الشمالية بمعدل حوالي 2 بوصة في السنة. 

## علم النفس
وقد اقترح من قبل دبليو جيه همفريس أن طقس الزلزال ليس من الأسباب الجيولوجية، ولكن مجرد مظهر نفسي. ورأى همفريس أن «الحالة العامة للتهيج والحساسية التي تطورت فينا خلال الطقس الحار والهادئ وربما الطائش لهذا الاسم، تميلنا إلى مراقبة أكثر وضوحا للاضطرابات الناجمة عن الزلازل وتزيد من الانطباع الذي تحدثه على حواسنا، حتى نحافظ على المزيد ذكريات حية من هذه الزلازل في حين ربما أكثر من النظر تماما الحوادث على أيام أخرى أكثر هدوءا». 

## الصلاحية العلمية
وقد وجدت بعض الأبحاث الحديثة وجود علاقة بين الارتفاع النسبي المفاجئ في درجة حرارة الغلاف الجوي قبل يومين من الزلزال. وتكهن بأن هذا الارتفاع ناتج عن حركة الأيونات داخل القشرة الأرضية، فيما يتعلق بالزلزال القادم. ومع ذلك، فإن التغيرات في الغلاف الجوي سببها الزلزال، بدلا من الزلزال الناجم عن أي تغيير في الظروف الجوية. وعلاوة على ذلك، فإن هذا التغير النسبي في درجة الحرارة لن يتسبب في أي نمط وحيد يمكن التعرف عليه في الطقس يمكن وصفه ب «الطقس الزلزالي». 
في اجتماع الخريف للاتحاد الجيوفيزيائي الأمريكي 2011، أعلن شيمون ودوينسكي وجود علاقة زمنية واضحة بين الأعاصير المدارية والزلازل. 
وفي نيسان / أبريل 2013، قام فريق من علماء الزلازل في معهد جورجيا للتكنولوجيا بإعادة دراسة البيانات المأخوذة من زلزال فرجينيا لعام 2011 باستخدام برامج التعرف على الأنماط، ووجد وجود علاقة بين مرور الإعصار القريب إيرين والارتفاع غير المتوقع في عدد الهزات الارتدادية. 

## روابط خارجية
- "Earthquake weather". New York Times. 20 يناير 1884. مؤرشف من الأصل (PDF) في 2020-03-28.
- "USGS. Earthquake Hazard Program". 2009. مؤرشف من الأصل في 2012-05-09.